# Prata (Minas Gerais)
Prata é um município brasileiro localizado na região do Triângulo Mineiro no interior do estado de Minas Gerais, Região Sudeste do país. Sua população em 2024, de acordo com estimativas do Instituto Brasileiro de Geografia e Estatística (IBGE), é de 29 578 habitantes. 

## História
As origens da fundação do Município do Prata prendem-se às primeiras entradas de bandeirantes e aventureiros na região do Sertão da Farinha Podre, hoje denominada Triângulo Mineiro, com o objetivo de encontrar terras propícias a agricultura e criação de gado.
Entre os anos de 1810 e 1813, o sargento-mor Antônio Eustáquio da Silva e Oliveira,  fundador de Uberaba, fez várias incursões no território do atual Município de Prata, demarcando sesmarias para si e seus companheiros. Posteriormente, Antônio Eustáquio e outros sesmeiros doaram o terreno para a construção do arraial que, em 1839, foi elevado à categoria de distrito de paz, com a denominação de Nossa Senhora do Carmo dos Morrinhos.
Desenvolvendo-se rapidamente, o povoado recebeu foros de vila em 1848.
O distrito de paz foi criado em 13 de março de 1839, pela Lei n.° 125, com a denominação de Nossa Senhora do Carmo dos Morrinhos. No ano seguinte, a Resolução n.° 164, de 1.° de março, criou a freguesia. O Município, criado pela Lei n.° 363, de 30 de setembro de 1848, e supresso pela de n. 472, de 31 de maio de 1850, foi restaurado com o nome de Prata e território desmembrado do município de  Uberaba, por força da Lei n.° 668, de 27 de abril de 1854. Verificou-se a reinstalação a 2 de dezembro de 1855. A Lei n.° 2 002, de 15 de novembro de 1873, concedeu foros de cidade à sede municipal. A comarca de Prata, criada pela Lei n.° 1 740, de 8 de outubro de 1870, e extinta pela de n.° 375, de 19 de setembro de 1903, foi restaurada em cumprimento a Lei n.° 663, de 18 de setembro de 1903. A reinstalação realizou-se no dia 18 de outubro de 1918, de acordo com o Decreto n.° 5 095, de 3 de setembro desse ano.
Foi o terceiro núcleo urbano a se formar no Triângulo Mineiro (Araxá e Uberaba foram os primeiros). De Prata surgiram todas as cidades do Pontal do Triângulo (Ituiutaba, Frutal, Campina Verde, Santa Vitória (Minas Gerais), Iturama, Monte Alegre de Minas e outras).
É formado pelos distritos de Prata (sede), Jardinésia, Patrimônio e pelo povoado de Monjolinho.
Historiadores asseguram que em Prata, por volta do ano de 1857, pela primeira vez, houve um movimento pela emancipação do Triângulo Mineiro do Estado de Minas Gerais, sob o argumento de que o governo mineiro pouco fazia pelo desenvolvimento da região, pois não investia em estradas, saúde e educação, relegando a região ao esquecimento.

## Geografia
O município do Prata é o maior em extensão territorial do Triângulo Mineiro. A cidade do Prata está situada às margens da BR-153 (TransBrasiliana), no centro geográfico da região. Com a latitude de 19°18'27" sul e longitude de 48°55'22" oeste, estando a uma altitude de 631 metros.
O município é dividido em três distritos (Prata, Jardinésia e Patrimônio) e um povoado (Monjolinho). A sede do distrito de Jardinésia fica numa região de chapada, com predomínio da pecuária extensiva moderna e também com muitas granjas de aves e suínos, com proprietários originados de Uberlândia-MG. O distrito de Patrimônio fica às margens do Rio do Peixe, um dos formadores do Rio da Prata, e a silvicultura com produção de grãos, são as principais atividades econômicas. Monjolinho é o único povoado localizado no município, pertence ao distrito sede (Prata), e fica numa das regiões mais bonitas do Pontal do Triângulo Mineiro, a Boa Vista, no limite com Campina Verde. 

### Clima
Seu clima predominante é o tropical semisseco, com chuvas concentradas no verão (dezembro-março) e seca de inverno (maio-agosto). A Temperatura média anual na cidade é de 24 °C, mínimas absolutas de 7 °C no inverno e máximas absolutas de 40 °C na primavera. A pluviosidade média anual fica entorno de 1.450 mm.
Conforme  e , o Tipo Climático em que o município de Prata está inserido é o Tropical Semisseco Meridional, com influência das Zonas de Convergência de Umidade (ZCOU) e do Atlântico Sul (ZCAS) no período úmido (novembro a março), e da Alta Subtropical do Atlântico Sul (ASAS) no período seco que atinge de seis a sete meses (abril a setembro/outubro). Os Subtipos Climáticos são delimitados pela configuração do relevo regional (geomorfologia) e também pela quantidade demeses secos (precipitação < evapotranspiração potencial) são em número de três, seguindo a metodologia de : 
Tropical semisseco meridional, do Planalto Rio Grande-Paranaíba; Tropical semisseco meridional, dos Patamares do chapadão Uberlândia-Uberaba; e Tropical semisseco meridional, dos Relevos Residuais do Triângulo Mineiro. 
| Gráfico climático para Prata (MG) (2002 - 2010)                                                                           | Gráfico climático para Prata (MG) (2002 - 2010) | Gráfico climático para Prata (MG) (2002 - 2010) | Gráfico climático para Prata (MG) (2002 - 2010) | Gráfico climático para Prata (MG) (2002 - 2010) | Gráfico climático para Prata (MG) (2002 - 2010) | Gráfico climático para Prata (MG) (2002 - 2010) | Gráfico climático para Prata (MG) (2002 - 2010) | Gráfico climático para Prata (MG) (2002 - 2010) | Gráfico climático para Prata (MG) (2002 - 2010) | Gráfico climático para Prata (MG) (2002 - 2010) | Gráfico climático para Prata (MG) (2002 - 2010) |
| --- | ----------------------------------------------- | ----------------------------------------------- | ----------------------------------------------- | ----------------------------------------------- | ----------------------------------------------- | ----------------------------------------------- | ----------------------------------------------- | ----------------------------------------------- | ----------------------------------------------- | ----------------------------------------------- | ----------------------------------------------- |
| J | F                                               | M                                               | A                                               | M                                               | J                                               | J                                               | A                                               | S                                               | O                                               | N                                               | D                                               |
| 334 31 22 | 195 33 22                                       | 183 32 21                                       | 108 31 20                                       | 40 29 15                                        | 8.7 28 14                                       | 5.1 29 15                                       | 14 32 16                                        | 34 19                                           | 111 35 21                                       | 168 33 21                                       | 287 32 22                                       |
| Temperaturas em °C • Precipitações em mmFonte: Posto Climatológico da Casa Amarela - Prata (MG) - 19º18'S, 48º55'W, 655m. |                                                 |                                                 |                                                 |                                                 |                                                 |                                                 |                                                 |                                                 |                                                 |                                                 |                                                 |

No verão a temperatura média varia de 22,0 °C à 32,0 °C e a precipitação total de 816 mm (55% das chuvas do ano). No outono a temperatura cai e varia de 18,5 °C à 30,5 °C, com precipitação total de 331 mm (22,3% das chuvas do ano). O inverno é caracterizado por temperaturas mínimas em torno de 14,5 °C e máximas de 28,5 °C, com uma grande amplitude térmica diária em torno de 14 °C, a precipitação total é inferior a 30 mm (1,8% das chuvas do ano). A primavera é marcada por altas temperaturas (o mês de outubro registra as maiores temperaturas do ano) que variam de 20,5 °C à 34,0 °C e a precipitação total é de 313 mm (20,9% das chuvas do ano) com ocorrências de tempestades.

## Principais rodovias
- BR-153 (TransBrasiliana) - ligação com Goiânia ao norte, e São Paulo ao sul.[12]
- MGC-497 - ligação com Paranaíba e Três Lagoas (MS) a sudoeste, e Uberlândia a nordeste.[13]
- MGC-455 - ligação do Distrito de Patrimônio com Uberlândia e Campo Florido.[14]

## Paleontologia

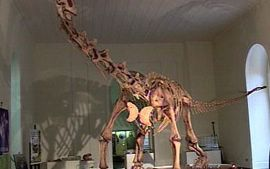
Maxakalisaurus

Neste Município foram localizados fósseis do maior dinossauro encontrado no Brasil, que viveu há mais de 80 milhões de anos na região da Serra da Boa Vista, distante cerca de 40 km da cidade de Prata, cujo nome científico foi denominado de Maxakalisaurus topai, e popularmente escolhido de DINOPRATA, após votação popular, valendo destacar que a réplica do titanossauro (montada em resina), com cerca de 13 metros de comprimento, estava exposta no Museu Nacional no Rio de Janeiro, desde 28 de agosto de 2006. Mas infelizmente o incêndio no Museu Nacional que aconteceu em 2 de setembro de 2018, destruiu a réplica do Dinoprata.

## Feriados municipais
De acordo com a Lei Municipal Nº 2.935 sancionada em 19 de Dezembro de 2023, são considerados Feriados Municipais as seguintes datas:
- 21 de março - Dia das Religiões de Raízes de Matrizes Africanas
- Sexta Feira da Paixão - Morte de Cristo
- Quinta Feira de Corpus Christi - Corpo de Cristo
- 16 de julho - Dia de Nossa Senhora do Carmo (Padroeira da Cidade)

Na data do dia 15 de novembro é comemorado o aniversário de emancipação política do município do Prata, mas já é considerado Feriado Nacional do dia Proclamação da República.